# São Bernardo do Campo
São Bernardo do Campo je brazilské město ve státě São Paulo, v metropolitní oblasti Velké São Paulo. Patří do jihovýchodní zóny Velkého São Paula podle státního zákona č. 1 139 ze dne 16. června 2011. Rozloha činí 406,2 km², počet obyvatel je přibližně 811 tisíc. Jde o důležité město kvůli těžkému průmyslu.
Ve městě se konalo Panamerické mistrovství v házené 2000.

## Partnerská města
- Marostica, Itálie